# 菅島
菅岛（日语：／ Sugashima */?），是日本的岛屿，位于伊势湾，屬於三重县鳥羽市，面积4.52km²，2013年人口677。